# In Old Florida
Pour plus de détails, voir Fiche technique et Distribution.
In Old Florida est un film muet américain réalisé par Sidney Olcott, sorti en 1911 avec Gene Gauntier dans le rôle principal.

## Fiche technique
- Titre original : In Old Florida
- Réalisation : Sidney Olcott
- Photographie : George Hollister
- Société de production : Kalem Company
- Pays d'origine :  États-Unis
- Lieu de tournage : Jacksonville (Floride)
- Longueur : 970 pieds
- Date de sortie :
  -  États-Unis : 15 avril 1911 (New York)
  -  Royaume-Uni : 22 juin 1911 (Londres)

## Distribution
- Gene Gauntier

## À noter
- Le film est tourné à Jacksonville en Floride.